# Empresa Nacional de Correos y Telégrafos
La Empresa Nacional de Correos y Telégrafos (ENCOTEL) de Argentina fue una empresa pública encargada del servicio postal y telegráfico tal como su nombre lo indicaba.

## Historia
Fue creada en 1972, por ley n.º 19 654 del 23 de mayo de ese año del presidente de facto, teniente general Alejandro Agustín Lanusse.

…funcionará como empresa del Estado (…) y tendrá por objeto la prestación de los servicios postales y telegráficos, internos e internacionales; otros servicios públicos de telecomunicaciones que realiza actualmente el Ministerio de Obras y Servicios Públicos - Comunicaciones…
art. 2.º de ley n.º 19 654

En 1989 el Poder Legislativo aprobó la Ley de Reforma del Estado y la Empresa Nacional de Correos y Telégrafos fue declarada sujeta de privatización por medio de concesión. En 1991 el Poder Ejecutivo transfirió ENCOTEL al ámbito de la Secretaría de Obras y Servicios Públicos (dependiente del Ministerio de Economía y Obras y Servicios Públicos). En enero de 1992 se creó la Comisión Nacional de Correos y Telégrafos. En 1997 pasó a constituir una sociedad anónima (ENCOTESA) y la concesión fue entregada a Correo Argentino (decreto n.º 840/97). Finalmente en 1998 el Poder Ejecutivo dispuso su disolución.